# Palacio Brühl
El Palacio Brühl (en polaco: Pałac Brühla), anteriormente conocido como Palacio Sandomierski, era una residencia palaciega situada en Plaza Piłsudski, en el centro de Varsovia. Fue uno de los palacios más grandes y uno de los mejores ejemplos de arquitectura rococó antes de la Segunda Guerra Mundial Varsovia.

## Historia
El palacio fue construido entre 1639–42 por Lorenzo de Sent para  Gran canciller de la corona Jerzy Ossoliński en estilo Manierista . Fue construido sobre la planta de un rectángulo alargado con dos torres hexagonales en el lado del jardín del edificio. El palacio estaba adornado con esculturas: una alegoría de Polonia sobre el portal principal, cuatro figuras de reyes de Polonia en el  nicho y 
una estatua de Minerva coronando el techo. Una posible inspiración para el pabellón superior del palacio y su techo característico fue la reconstrucción de Belvedere de Bonifaz Wohlmut en Praga, 1557-1563.
Después de la muerte del Canciller, la propiedad fue heredada por su hija Helena Tekla Ossolińska, esposa de Aleksander Michał Lubomirski,  Starost de Sandomierz (de quien toma su nombre). Más tarde, entre 1681 y 1696, fue reconstruido y remodelado por Tylman van Gameren (Tylman Gamerski) y Giovanni Bellotti para el príncipe Józef Karol Lubomirski,hijo de Aleksander Michał.
En 1750, Heinrich von Brühl compró el palacio como residencia. Entre 1754-1759 fue reconstruido según los diseños de Johann Friedrich Knöbel y Joachim Daniel von Jauch. El palacio fue mejorado y cubierto con un techo abuhardillado. Se agregaron dos dependencias al complejo del palacio alrededor de un patio triangular que a veces servía como patio de armas. A partir de ese momento, el palacio fue conocido como el Palacio Brühl.
El 27 de mayo de 1787, el Palacio jugó un papel clave en un complot del embajador ruso en Polonia,Otto Magnus von Stackelberg. Hizo descarrilar otra política polaca que parecía amenazadora para Rusia. Con pocas guerras importantes en las últimas décadas, la economía de la Commonwealth estaba mejorando, y su presupuesto tenía un superávit notable. Muchas voces dijeron que el dinero debería gastarse en aumentar el tamaño y proporcionar nuevo equipo para el ejército polaco. Sin embargo, como un gran ejército polaco podría ser una amenaza para las guarniciones rusas que controlan Polonia, von Stackelberg ordenó a sus representantes en el Consejo Permanente que gastaran el dinero en un objetivo diferente: por la enorme suma de 1 millón zloty.(que representa la mayor parte del excedente), el Consejo compró el Palacio Brühl y lo donó de inmediato al "aliado de Polonia", Rusia, para que sirviera como la nueva embajada de Rusia
A finales del siglo XVIII, Dominik Merlini le dio al interior un aspecto  neoclásico.
Durante 1932–37, el palacio fue adaptado para su uso como el Ministerio de Relaciones Exteriores de la República de Polonia de la nueva República Polaca. El arquitecto esta vez fue Bohdan Pniewski, quien agregó un nuevo edificio moderno y modernizó los interiores de todos los edificios en el complejo del palacio.
Fue deliberada y completamente Destrucción Planificada de Varsovia el 18 de diciembre de 1944 (durante la Segunda Guerra Mundial, poco después del Levantamiento de Varsovia).
Alrededor de 2008, las autoridades del gobierno municipal de Varsovia decidieron reconstruir el Palacio Brühl. El nuevo edificio debía tener una fachada que hiciera referencia a su forma histórica, pero un nuevo inversor privado puede adaptar los interiores a las necesidades del espacio de oficinas o de un hotel. A partir de 2019, la reconstrucción no ha comenzado.